# 정직한 후보 시리즈
《정직한 후보 시리즈》는 라미란과 김무열과 윤경호가 제작과 기획, 주연을 맡은 영화 시리즈이다.
- 《정직한 후보》 (2020년)
- 《정직한 후보 2》 (2022년)